# Zgromadzenie Regionów Europy
Zgromadzenie Regionów Europy (ang. Assembly of European Regions, skr. AER) – największa niezależna sieć współpracy regionów w Europie. Łącząc ponad 270 regionów z 33 krajów oraz 16 międzyregionalnych organizacji, AER jest politycznym głosem swoich członków i forum międzyregionalnej współpracy.

## Historyczne tło
15 czerwca 1985 roku w Louvain-la-Neuve (Brabancja Walońska) 47 Regionów i 9 międzyregionalnych organizacji ustanowiło Radę Regionów Europy (ang. Council of the Regions of Europe (CRE)), która przekształciła się w listopadzie 1987 roku na drugim Generalnym Spotkaniu Regionów Europy w Brukseli w Zgromadzenie Regionów Europy.

## Definicja „Regionu”
Zgodnie ze statusem AER, termin „Region” odnosi się do terytorialnych władz funkcjonujących na poziomie bezpośrednio podległym centralnemu rządowi, ze swą własną polityczną reprezentacją na forum wybranego zgromadzenia regionalnego.

## Priorytety AER na lata 2007-2012
- Promowanie modernizacji i internacjonalizacji zarządzania regionalnego
- Promowanie innowacji, wzrostu i zatrudnienia w Europejskich Regionach
- Poświęcanie się wyzwaniom przemian demograficznych, migracji, zdrowia i społecznego włączenia
- Zapewnianie zrównoważonego rozwoju i zwalczanie degradacji środowiska
- Rozwijanie demokracji poprzez różnorodność oraz promowanie różnorodności w kulturze, mediach i edukacji
- Budowanie bezpiecznego środowiska dla obywateli

## Ośrodki rządzenia

### Zgromadzenie Generalne
Zgromadzenie Generalne składa się z politycznych reprezentantów członków regionów AER. Decyduje o strategii politycznej AER, głosuje nad budżetem, podejmuje decyzje o tworzeniu komitetów czy podjęciu szczególnych zadań, ratyfikuje przyjęcie członków, etc. Zgromadzenie Generalne wybiera Prezydenta AER, członków Biura i Sekretarza Generalnego.

### Biuro
Biuro podejmuje wszystkie konieczne decyzje niezbędne dla utrzymywania płynnych stosunków ze Zgromadzeniem Generalnym oraz koordynuje współpracę różnych komitetów. Jego spotkania odbywają się co najmniej dwa razy w roku. Członkowie biura wybierani są na dwa lata przez Zgromadzenie Generalne za sugestią Regionów członkowskich. W Biurze znajduje się przynajmniej jeden regionalny przedstawiciel z jednego kraju. Dwie stałe komisje kierują raporty bezpośrednio do Biura:
- Stała Komisja ds. Spraw Instytucjonalnych, która skupia się na popieraniu rdzennych zasad subsydiarności, dobrego zarządzania i regionalnej demokracji;
- Stała Komisja ds. Monitoringu i Ewaluacji, która skupia się na podtrzymywaniu priorytetów określonych w planie strategicznym.

### Prezydium
Prezydium składa się z Prezydenta AER (obecnie Michèle Sabban, Wiceprezydent regionu Île-de-France), dwóch Wiceprezydentów, Wiceprezydenta Skarbnika oraz Prezydentów poszczególnych komitetów AER. W okresie przejściowym między spotkaniami Biura, przez delegację, Prezydium może się spotkać i podjąć decyzje, które są następnie przedkładane Biuru.

## Struktura komisji

### Komisja 1: Ekonomia i Rozwój Regionalny
Regionalny rozwój ekonomiczny, zatrudnienie, społeczeństwo wiedzy, środowisko, energia, rozwój terenów wiejskich/ rolnictwa oraz infrastruktury, turystyka.

### Komisja 2: Polityka Społeczna i Zdrowie Publiczne
Polityka społeczna, równe szanse, demografia, zdrowie publiczne oraz planowanie w sytuacjach wyjątkowych.

### Komisja 3: Kultura, Edukacja i Młodzież
Kultura, edukacja, szkolenia, młodzież, media, technologie informacyjne, międzynarodowa i międzyregionalna współpraca.

### Podkomisje
Prezydenci Komisji/Stałych Komisji są odpowiedzialni za ustanawianie podkomisji uznanych za niezbędne dla realizowania pracy komisji.

### Grupy robocze
Są to ciała tymczasowe utworzone na zasadzie ad hoc dla nowych zagadnień powstających w kontekście pracy komisji.

## Programy AER

### Euroodyseja
Euroodyseja jest międzyregionalnym programem promującym szkolenie zawodowe i mobilność młodych ludzi w Europie.

### Szkoła Letnia
Coroczne forum poświęcone odpowiednim tematom z zakresu współpracy regionalnej.

### Szkoła Letnia dla Młodzieży
Coroczne forum, którego celem jest wspieranie i umożliwianie młodym ludziom zaangażowania w regionalne polityki i życie publiczne.

## Ruch AER „Subsydiarność jest słowem”
Przedsięwzięcie „Subsydiarność jest słowem” zostało zainicjowane przez Zgromadzenie Regionów Europy w maju 2008 roku i ma na celu dodanie pojęcia „subsydiarność” do każdego słownika w każdym języku na świecie. Pierwsze listy otwarte zostały wysłane do 71 wydawnictw, które w swoich wydaniach słowników językowych pominęły pojęcie „subsydiarność”. Zgromadzenie zaapelowało również do Microsoftu żądając dodania tego pojęcia do słownika oprogramowania Microsoft Office, a tym samym usunięcia „czerwonej linii” jak pojawia się w niektórych wersjach MS Word. Mimo iż definicja pojęcia “subsydiarność” może różnić się nieco w różnych słownikach i językach, słowo to powinno być definiowane jako „zasada polegająca na podejmowaniu decyzji jak najbliżej obywateli”. Zasada ta jest fundamentem wizji “Europy Regionów”. Europy, która szanuje ideę silnych władz lokalnych i podejmowanie decyzji przez te władze właśnie.
„Subsydiarność jest słowem” – grupa dostępna na Facebook. Aby dołączyć do grupy wejdź na stronę http://groups.to/subsidiarity. Więcej informacji na temat akcji na profilu EdgarMangos w serwisie YouTube.